# اوژیتسه (ناحیه میلنیک)
اوژیتسه (به چکی: Úžice) یک منطقهٔ مسکونی در جمهوری چک است که در ناحیه میلنیک واقع شده‌است. اوژیتسه ۱۰٫۳ کیلومتر مربع مساحت و ۹۰۷ نفر جمعیت دارد و ۱۸۸ متر بالاتر از سطح دریا واقع شده‌است.